# David Berger (homme politique)
Pour les articles homonymes, voir David Berger et Berger (homonymie).
David Berger (né le 30 mars 1950 à Ottawa, Ontario) est un administrateur, avocat, homme d'affaires et ancien député fédéral du Québec. 

## Biographie
Bachelier en arts de l'Université de Toronto en 1971 et Bachelor of Civil Law de l'Université McGill en 1975, David Berger fut vice-président exécutif du club de football canadien des Alouettes de Montréal de 1975 à 1979. Il devint Président de la Ligue canadienne de football de 1978 à 1979.
Élu lors des élections de 1979 dans la circonscription de Laurier sous la bannière du Parti libéral du Canada, il sera réélu en 1980 et 1984 ainsi qu'en 1988 et 1993 dans la circonscription de Saint-Henri—Westmount. Il démissionna le 28 décembre 1994 après avoir accepté les postes d'ambassadeur du Canada en Israël et de haut commissaire du Canada à Chypre.
Durant ses mandats au pouvoir, il est secrétaire parlementaire des Petites entreprises et du Tourisme en 1982 et du Ministre de la Consommation et des Corporations de 1982 à 1984. Lors de son passage dans l'opposition, il fut porte-parole libéral en matière de Sciences et Technologies (1984-1987, 1988-1989 et 1990-1993) et de Revenu national (1989-1990).